# El Roble (Colombie)
Pour les articles homonymes, voir El Roble.
El Roble est une municipalité de Colombie, située dans le département de Sucre.